# Cachorro López
Gerardo Horacio López (Buenos Aires, Argentina, 3 de marzo de 1956), conocido como Cachorro López, es un músico, compositor, multiinstrumentista y productor argentino.
Ha trabajado con importantes bandas y artistas latinoamericanos como Los Abuelos de la Nada, Miguel Mateos/ZAS, El Cuarteto de Nos, Los Amigos Invisibles, Caifanes, Cristian Castro, RBD, Diego Torres, Kudai, Miranda!, Tan Biónica, Paulina Rubio, Julieta Venegas, Enanitos Verdes, Bersuit Vergarabat, Belanova y Turf. También formó parte del grupo de reggae británico Jah Warriors en Bristol, Inglaterra, cuyos integrantes eran de origen jamaiquino. En 1986, fue el ideador y realizador del álbum Desnudita es mejor de Divina Gloria. También trabajó con Las Diskettes en 1991.
Fue ganador de un Grammy Latino en 2006 por su trabajo con los primeros y ganó una nominación a Productor del Año al Grammy Latino 2008, por sus trabajos con Christian Castro en el disco Días felices, con Julieta Venegas, en el disco Limón y Sal, con Belanova, en el disco Dulce Beat, con el mexicano Diego en el disco "Diego" y con Valeria Gastaldi, en su disco Cuando no estás y también repitió el premio en los Grammy Latino 2009. En 2015 obtuvo el Premio Konex de Platino como el mejor Productor Artístico de la década en Argentina.

## Biografía
Egresado del Belgrano Day School, y ex rugbista del Alumni. Dejó el deporte, se fue a Ibiza (España) como hippie con sus instrumentos y en compañía de Miguel Zavaleta. Allí conoció a Miguel Abuelo.

A fines de los ‘70 nos fuimos con todo mi grupejo de amigos a Ibiza, que no era el polo discotequero de ahora, sino que tenía una onda bucólica. Como yo era músico tocaba en los boliches y hoteles, y me enganchaba en las jam sessions que había por ahí. En una de esas lo conocí a Miguel Abuelo. También conocí a unos ingleses hijos de jamaiquinos que tenían un proyecto para hacer algo en su país, así que me terminé yendo a Bristol, y gracias a ellos conocí la música reggae
Cachorro López.

### Los Abuelos de la Nada
Al decidir Miguel Abuelo a volver a Argentina después de su auto-exilio, convoca a López así como a Andrés Calamaro y Gustavo Bazterrica para reformar a Los Abuelos de la Nada, banda que ya había tenido una existencia previa con Abuelo, Claudio Gabis y Pappo, en los años sesenta.
En realidad el primer integrante de la nueva formación de Los Abuelos de la Nada fue Cachorro López, con quien Abuelo volvió de España. Ellos dos fueron convocando al resto de los músicos, para los teclados, Miguel Abuelo convocó a Alejandro Lerner quien no quiso sumarse porque estaba desarrollando su carrera solista, pero le sugirió que llamara al muy joven pero muy buen músico Andrés Calamaro. Abuelo dudó de esa propuesta, incluso intentó sumar a su amigo Juan del Barrio (tecladista de Spinetta Jade) (quien después se unió al grupo como músico invitado en 1984 y luego se convirtió en miembro oficial en 1986) pero tampoco pudo contarlo de modo que finalmente optó por Calamaro.
El estilo de López como bajista forjó el sonido distintivo de Los Abuelos de la Nada, en donde contribuyó con una gama de arreglos que iban desde funk hasta el disco y el reggae así como melodías del Music Hall.

### Con Miguel Mateos
Después de colaborar con Miguel Abuelo en Los Abuelos de la Nada, y de trabajar después con Charly García, "Cachorro" emprendió una nueva etapa como productor, llevando adelante su proyecto con la casa de discos Music Hall.
En 1985, Zas sufre un cambio de integrantes en su alineación original, tras la salida del disco Mensajes en la radio; Eduardo "El Chino" Sánz deja el grupo y en su lugar entra Carlos "El Negro" García López y después Ulises Butrón. A invitación del mánager Oscar López, "Cachorro" suple a Raúl Chevalier en el bajo y así queda completada la nueva alineación de Miguel Mateos/ZAS. Posteriormente parten a Nueva York para grabar el disco Solos en América con el productor Kim Bullard. 
En 1985, López conoció a la artista Divina Gloria —una de las miembros más destacadas de la cultura underground porteña de los años 1980— en una de sus actuaciones y le propuso grabar un disco. El trabajo resultante fue el álbum Desnudita es mejor, lanzado por Interdisc en 1986. Para la grabación del disco, López recurrió a composiciones y participaciones de músicos como Charly Alberti, Polo Corbella, Daniel Melingo y Fabiana Cantilo, entre otros. La canción que da título a Desnudita es mejor fue votada por Luca Prodan como la mejor de 1986 en la encuesta anual de la revista Pelo.
Con Miguel Mateos ZAS realiza una serie de giras por todo el cono sur, que los llevan a pisar tierras mexicanas en octubre de 1987. Con el grupo Caifanes y Neón, le abren el recital de Zas en el World Trade Center de la Ciudad de México, de tal modo que ambas bandas grabarían un disco producido por López bajo el cobijo de RCA Ariola, de ahí que se convirtió Cachorro López en el productor predilecto para la misma disquera en su serie de Rock en tu idioma, grabando discos para Caifanes, Neón, Alquimia, Maldita Vecindad y Los Amantes de Lola.

### Carrera posterior
Tras este paso como productor de bandas mexicanas, ZAS graba su último disco como tal, Atado a un sentimiento, grabado íntegramente en la Ciudad de México y en Los Ángeles, California, con temas como «Atado a un sentimiento», «No me Dejes Caer» y «Mal Herido».
Para ese entonces, Miguel Mateos tenía puesta la mira en el mercado estadounidense, proyecto que era diferente a los planes que Cachorro y Ulises Butrón tenían individualmente. Por estos motivos se da fin a Zas, comenzando así la carrera en solitario de Miguel Mateos, mientras que Cachorro continúa produciendo a bandas mexicanas haciendo colaboración con Gustavo Santaolalla.

### Trabajos como productor
Entre los múltiples trabajos como productor, López ha producido más de treinta trabajos discográficos de artistas de toda Latinoamérica, entre ellos:
| - Álex Ubago - Andrés Calamaro - Ariel Rot - Aterciopelados - Auto Rojo - Belanova - Bersuit Vergarabat - Caifanes - Cristian Castro - David Lebón - Diego Torres - Divina Gloria - El Cuarteto de Nos | - Enrique Iglesias - Ilona - Julieta Venegas - Ketama - Kudai - La Ley - La Lupita - Laura Miller - Los Amigos Invisibles - Los Enanitos Verdes - Los Pericos - Miguel Abuelo | - Miranda! - Myriam Montemayor - Natalia Lafourcade - Nito Mestre - Pasaporte - Paulina Rubio - Playa Limbo - Reik - Sentimiento Muerto - Tan Biónica - Valeria Gastaldi - Vicentico - Virus |